# Решетин, Марк Степанович
Марк Степа́нович Реше́тин (15 февраля 1931, Москва — 8 апреля 2001, там же) — советский оперный певец (бас); Народный артист РСФСР (1972).

## Биография
В 1956 году окончил Московскую консерваторию (класс В. М. Политковского).
В 1956—1977 гг. — солист Большого театра. В 1961 году вступил в КПСС. В 1966 году стажировался в «Ла Скала» (Милан).
Похоронен в Подмосковье, на Перепечинском кладбище.

## Творчество
Гастролировал в Италии, Франции, ГДР, Чехословакии, Польше, Австрии, Болгарии, Венгрии. В 1967 г. исполнил партию Досифея в премьере оперы М. П. Мусоргского «Хованщина» на сцене «Ла Скала». Солировал на первом исполнении оратории Ю. А. Шапорина «Доколе коршуну кружить» (1963), оратории Г. Г. Галынина «Девушка и смерть» (1965), Четырнадцатой симфонии Д. Д. Шостаковича (1969).
После 1977 года продолжал выступать как концертный певец, в том числе на радио и телевидении, с исполнением песен советских композиторов; многие из выступлений — в дуэте с Евгением Кибкало.

### Оперные роли
- Иван Сусанин — «Иван Сусанин» М. И. Глинки
- Пимен — «Борис Годунов» М. П. Мусоргского
- Досифей — «Хованщина» М. П. Мусоргского
- Князь Юрий — «Сказание о невидимом граде Китеже и деве Февронии» Н. А. Римского-Корсакова
- Собакин — «Царская невеста» Н. А. Римского-Корсакова
- Варяжский гость — «Садко» Н. А. Римского-Корсакова
- князь Гудал — «Демон» А. Г. Рубинштейна
- Гремин — «Евгений Онегин» П. И. Чайковского
- Бертье; Долохов, Кутузов, Ростов — «Война и мир» С. С. Прокофьева
- Комиссар — «Повесть о настоящем человеке» С. С. Прокофьева
- Ременюк — «Семён Котко» С. С. Прокофьева
- Баптиста — «Укрощение строптивой» В. Я. Шебалина
- Иван Тимофеевич — «Октябрь» В. И. Мурадели
- Дон Бартоло — «Свадьба Фигаро» В. А. Моцарта
- Мефистофель — «Фауст» Ш. Гуно
- Дон Базилио — «Севильский цирюльник» Дж. Россини
- Колен — «Богема» Дж. Пуччини
- Филлип II — «Дон Карлос» Дж. Верди
- Феррандо — «Трубадур» Дж. Верди
- Даланд — «Летучий голландец» Р. Вагнера

### Дискография
Источники — Каталог советских пластинок; Mark Reshetin (англ.) на сайте AllMusic (проверено 8 марта 2015).
| год  | роль                | произведение                                         | композитор                                                                     | дирижёр                                                       | лейбл                             |
| ---- | ------------------- | ---------------------------------------------------- | ------------------------------------------------------------------------------ | ------------------------------------------------------------- | --------------------------------- |
| 1961 | Маршал Бертье       | «Война и мир»                                        | С. С. Прокофьев                                                                | Александр Мелик-Пашаев, Большой театр СССР                    | «Мелодия»; Д 08393-400; С 0259-66 |
| 1962 | [соло]              | романсы, песни                                       | А.Гречанинов, П.Чайковский, С.Рахманинов, М.Брамс, Э.Григ                      |                                                               | Д 9793-4                          |
| 1962 | Пимен               | «Борис Годунов»                                      | М. П. Мусоргский                                                               | Александр Мелик-Пашаев, Большой театр СССР                    | «Мелодия»; Д 010953-60; С 0413-20 |
| 2006 | Пимен               | «Борис Годунов»                                      | М. П. Мусоргский                                                               | Александр Мелик-Пашаев, Большой театр СССР                    | «Мелодия»; CD 10 00764            |
| 1964 | [партия]            | «Доколе коршуну кружить?»: оратория, соч. 20         | Ю. А. Шапорин                                                                  | Евгений Светланов                                             | «Мелодия»; Д 014883-4             |
| 1969 | [партия]            | «Реквием»                                            | В. А. Моцарт                                                                   | Александр Свешников                                           | «Мелодия»; Д 025609-10            |
| 1970 | [соло]              | арии из опер                                         | П.Чайковский, Н.Римский-Корсаков, А.Серов, Дж. Верди, Дж. Россини, Дж. Пуччини | Марк Эрмлер                                                   | «Мелодия»; СМ 02091-2             |
| 1971 | [партия]            | «Моя Отчизна»: оратория                              | Д. Д. Шостакович                                                               | Юрий Силантьев                                                | «Мелодия»; СМ 02493-4             |
| 1973 | [партия]            | Симфония № 14                                        | Д. Д. Шостакович                                                               | Мстислав Ростропович                                          | «Мелодия»; СМ 04009-10            |
| 1973 | в дуэте с Е.Кибкало | «Песня о тревожной молодости» (слова Л.Ошанина)      | А. Н. Пахмутова                                                                | сб. «Песни юности» (2)                                        | «Мелодия»; Д 34169, 14608         |
| 1977 | в дуэте с Е.Кибкало | «Песня о тревожной молодости» (слова Л.Ошанина)      | А. Н. Пахмутова                                                                | сб. «Песни нашей Родины»                                      | «Мелодия»; С90 09287-90           |
| 1975 | [соло]              | «Песня о Волге» (слова С.Острового)                  | Б. А. Мокроусов                                                                | сб. «Б. Мокроусов. Песни»                                     | «Мелодия»; С60-06293-6            |
| 1976 | Ария Дон Базилио    | «Севильский цирюльник»                               | Дж. Россини                                                                    | сб. «Поют солисты Большого театра Союза СССР»                 | «Мелодия»; С 10—06871-2           |
| 1986 | в дуэте с Е.Кибкало | «Не стареют душой ветераны» (слова Я. Л. Белинского) | С. С. Туликов                                                                  | сб. «Встреча с песней : Творческий портрет С.Туликова (1914)» | «Мелодия»; С60 23173 004          |
| 2014 | в дуэте с Е.Кибкало | «Не стареют душой ветераны» (слова Я. Л. Белинского) | С. С. Туликов                                                                  | CD «Если б не было войны»                                     | «Мелодия»                         |
|      | в дуэте с Е.Кибкало | «Не стареют душой ветераны» (слова Я. Л. Белинского) | С. С. Туликов                                                                  | сб. «Военно-патриотическая музыка»                            | «Мелодия»; CD 60 02033            |
|      | Скоморох            | «Сказка о царе Салтане»                              | Н. А. Римский-Корсаков                                                         | Василий Небольсин, Большой театр СССР, 1958                   | «Мелодия»                         |
| 2014 | Скоморох            | «Сказка о царе Салтане»                              | Н. А. Римский-Корсаков                                                         | Василий Небольсин, Большой театр СССР, 1958                   | «Мелодия»; CD 10 02199            |
| 2002 | Василий Васильевич  | «Повесть о настоящем человеке»                       | С. С. Прокофьев                                                                | Марк Эрмлер, Большой театр СССР, 1961                         | Chandos                           |

### Роли в кино
- 1960 «Пиковая дама» (вокал роли, исполненной Владимиром Косаревым)
- 1966 «Катерина Измайлова»

## Награды и признание
- Орден Трудового Красного Знамени (25.5.1976) — за заслуги в развитии советского музыкального и хореографического искусства и в связи с 200-летием Государственного академического Большого театра СССР[6].
- Заслуженный артист РСФСР (24.1.1966).
- Народный артист РСФСР (19.7.1972).
- Премия Ленинского комсомола (1973).
- 2-я премия Всемирного фестиваля молодёжи и студентов (Москва, 1957).
- 2-я премия Всесоюзного конкурса вокалистов им. Глинки (1962).
- лауреат радиофестиваля народной песни.